# Germer de Fly
Pour les articles homonymes, voir Germer.
Saint Germer (Geremarus en latin médiéval) né à Vardes en Neustrie, est le premier abbé de l'abbaye Saint-Germer-de-Fly. Il meurt vers 658.

## Biographie
Il est le fils de Rigobert qui est un allié du roi Clotaire. Il fait des études épiscopale à Beauvais et devient un des conseillers du roi Dagobert puis de Clovis II.
En 632, il se marie à Domane de La Roche-Guyon et au décès de celle-ci, il donne ses titres à son fils Amalbert. Il demande à quitter la cour pour entrer au monastère. Il est envoyé par saint Ouen sur le territoire de Flay pour y fonder un monastère en 655. Son fils n'ayant pas de descendance, il utilise sa fortune pour construire un monastère et y fut inhumé. 
Son monastère sera ravagé par les Vikings au VIIIe siècle, puis en 851, avant d'être reconstruit à partir de 1036.
Il est fêté le 30 décembre par l'Église catholique et localement le 24 septembre.